# Presupuesto de Nueva Zelanda de 2019
El presupuesto de Nueva Zelanda para el año fiscal 2019–2020, también conocido como Presupuesto de Bienestar, fue presentado a la Cámara de Representantes de Nueva Zelanda por el Ministerio de Hacienda de Nueva Zelanda Grant Robertson el 30 de mayo de 2019. Este fue el segundo presupuesto presentado por el gobierno encabezado por Jacinda Ardern. Este programa se caracteriza por la medición de los resultados de acuerdo al bienestar que generan las políticas y no según el crecimiento en el PBI, siendo "la primera vez que un país organiza todo su presupuesto en torno a esta idea".
Las políticas estarían orientadas así a atacar los mayores problemas que afectan al país: crear una economía sustentable con un bajo nivel de emisión de combustibles fósiles, mejorar la igualdad de oportunidades socioeconómica, reducir la pobreza infantil, aumentar los ingresos de las personas Maori y mejorar la salud mental .